# Münchner Neueste Nachrichten
Die Münchner Neueste Nachrichten war Anfang der 1930er Jahre von der Auflage her die größte Tageszeitung in Süddeutschland. Sie erschien von 1848 bis 1945.

## Geschichte

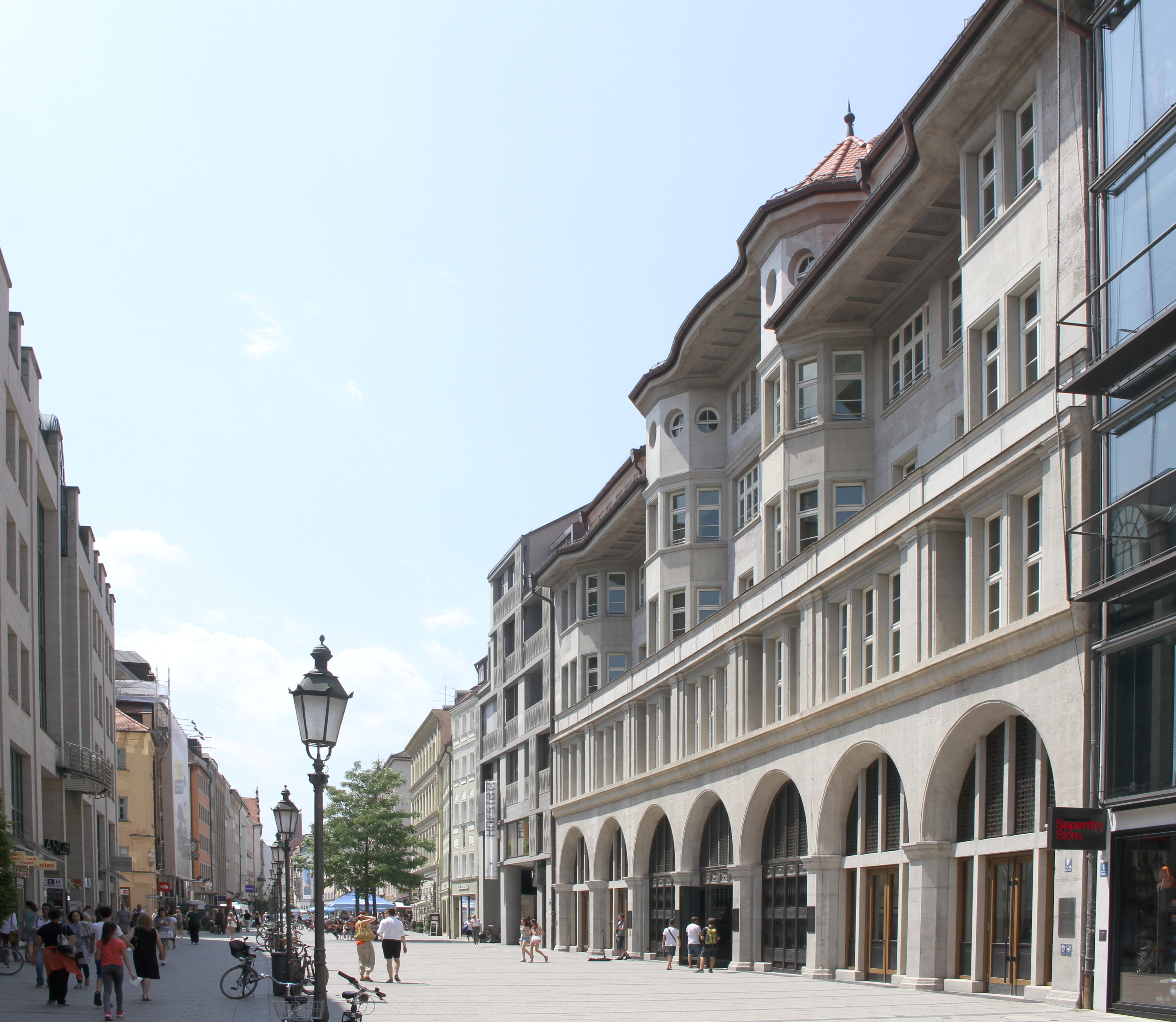
Redaktionsgebäude nach Plänen des Münchner Architekten Max Littmann

Die Zeitung erschien seit dem 9. April 1848. Damals legte Karl Robert Schurich, ehemaliger Mitarbeiter der Wolff’schen Buchdruckerei, die erste, vier Seiten starke Nummer unter dem Namen Neueste Nachrichten aus dem Gebiete der Politik vor.
Schon bald erreichte sie eine Auflage von 15.000 Exemplaren. Das Einzelexemplar kostete 1 Kreuzer, das Jahresabonnement 2 Gulden. Es wurde lediglich Meldung an Meldung gereiht ohne jeden Kommentar. Konservative Kreise standen im Revolutionsjahr 1848 der Zeitung zunächst sehr skeptisch gegenüber.
Sie setzte sich aber durch und machte ihren Verleger wohlhabend. Nach vierzehn Jahren verkaufte Schurich die Neuesten Nachrichten für 90.000 Gulden an Julius Knorr. Sie gehörten nun zum Knorr & Hirth-Verlag, ab 1911 eine GmbH im Besitz von Thomas Knorr und Georg und Elise Hirth. Nach dem Tod dieser Gesellschafter kam es 1920 durch die Erben zu einem Verkauf an neue Gesellschafter aus dem Kreis der Schwerindustrie unter Führung der Industriellen-Familie Haniel. Während des Kaiserreichs war sie unter der Leitung von Ernst Francke und Georg Hirth eines der führenden liberalen Blätter der Zeit. Nach Beginn des Ersten Weltkriegs nahm sie deutlich konservativere Konturen an.
Ab 9. April 1919 war sie für kurze Zeit Organ des Revolutionären Zentralrates der Münchner Räterepublik.
Im Jahr 1923 unterstützte die Zeitung den diktatorisch regierenden bayerischen Generalstaatskommissar Gustav von Kahr und bekämpfte Reichskanzler Gustav Stresemann. Sie blieb bis in die 1930er Jahre katholisch-monarchistisch orientiert, obwohl die Bestrebungen der Konzernleitung um Paul Reusch dahin gingen, die Zeitung auf Tolerierungskurs gegenüber der NSDAP zu bringen. Dies scheiterte am Widerstand der Redaktion.
Nach der Machtergreifung der Nationalsozialisten war die Redaktion massivem Druck ausgesetzt.
Bereits im März 1933 waren der Chefredakteur Fritz Büchner sowie der Ressortleiter Innenpolitik Erwein Freiherr von Aretin kurzzeitig verhaftet worden. Im Mai 1933 erfolgte die Kündigung zahlreicher Mitarbeiter sowie des Leiters Anton Betz. Er wurde in sogenannte Schutzhaft genommen. Reichsführer SS Heinrich Himmler, der seinerzeit Chef der Bayerischen Politischen Polizei war, setzte den im Verlag angestellten SS-Sturmbannführer Leo Friedrich Hausleiter als Geschäftsführer ein, der sogleich etwa 50 „politisch unzuverlässige“ Mitarbeiter entließ, darunter auch Eugen Roth. Weiterhin wurde auf Hausleiters Intervention Giselher Wirsing Ressortleiter für Innenpolitik. Ab 1934 wurden über den in Wien eingesetzten Vertreter der „Münchener Neusten Nachrichten“, Felix Krause umfangreiche Summen zur Unterstützung der Kräfte, die eine nationalsozialistische Unterwanderung der österreichischen Gesellschaft zum Ziel hatten, transferiert. Vor allem wurden damit die getarnten Organisationen und die Pressearbeit der illegalen österreichischen NSDAP über die deutsche Gesandtschaft in Wien finanziert. Ausgereicht wurden diese Gelder durch den Sonderbotschafter Franz von Papen. Nach der Inhaftierung von Kraus 1935 übernahm H.R. Wiese dieser Verteilerfunktion. 1935 übernahm der von Max Amann geleitete nationalsozialistische Franz-Eher-Verlag den Knorr & Hirth-Verlag und damit die Kontrolle über die Zeitung und seine subversiven Aktivitäten. Zum 1. November 1938 wurde Wirsing Hauptschriftleiter. Die tägliche Durchschnittsauflage betrug 1938 rund 92.500 Exemplare.
Ab 28. April 1945 stellte die Münchner Neuesten Nachrichten ihr Erscheinen ein. Die nach Kriegsende am 6. Oktober 1945 unter Lizenz Nr. 1 der Nachrichtenkontrolle der Militärregierung erschienene Süddeutsche Zeitung (SZ) sieht sich selbst in der Nachfolge der Münchner Neuesten Nachrichten. Der Titel wurde von der SZ für ihren Lokalteil übernommen.

## Rubrik Schachzeitung
Geschätzt wird diese Zeitung noch heute von Schachhistorikern wegen ihrer Rubrik Schachzeitung.
Bis Oktober 1905 war Rechtsanwalt Straßl verantwortlich für die Schachrubrik. Ihm folgte E. von Parish und ab September 1910 übernahm Oberstleutnant Kirschner die Redaktion. Bis 1914 lieferte Rudolf Spielmann sehr viele Beiträge, der auf diese Weise die Schachrubrik faktisch dominierte. Mitte 1915 übernahm Siegbert Tarrasch die Leitung. Während des Ersten Weltkrieges wurden die Schachnachrichten eingeschränkt. Von Juli bis November 1914 gab es diese Rubrik überhaupt nicht mehr, danach erschienen bis Mitte 1918 nur regionale Beiträge und Problem- und Studienaufgaben.